# Édouard Houssin
Pour les articles homonymes, voir Houssin.
Édouard Charles Marie Houssin né à Douai le 13 septembre 1847 et mort à Paris le 15 mai 1919 est un sculpteur français.

## Biographie
Édouard Houssin entre aux Écoles académiques de Douai en 1856 et y reçoit de nombreuses récompenses. En 1864, il s'installe à Paris où il est admis à l'École des beaux-arts en 1866 dans les ateliers d'Henri Lemaire et de François Jouffroy.
En 1868, il expose pour la première fois un buste à la Société des amis des arts de Douai. De 1871 à 1877, il est nommé professeur de sculpture aux Écoles d'art de Douai. Houssin regagne Paris et expose régulièrement au Salon. Ses travaux y sont récompensés par plusieurs mentions et médailles.
Au début de l'année 1894, il est nommé professeur de modelage à la Manufacture nationale de Sèvres, poste qu'il conserve jusqu'à son décès en 1919. Le 17 janvier 1894, il participe à la conférence suivie d'un banquet, organisée par Charles Bodinier (en) au théâtre d'Application, en l'honneur la poétesse Marceline Desbordes-Valmore en compagnie de Paul Verlaine, Émile Gallé, Robert de Montesquiou et d'autres personnalités du monde des arts. C'est au cours de cette conférence qu'est lancé l'idée d'un monument à la poétesse. Il réalise le Monument à Marceline Desbordes-Valmore, inauguré le 13 juillet 1896 à Douai et envoyé à la fonte sous la régime de Vichy.
Édouard Houssin réalise de nombreuses commandes publiques, notamment dans le nord de la France. En 1895, Fernand Lefranc écrit dans La Revue du Nord : « Ses bustes, tous d'une exactitude irréprochable et admirablement enlevés ne se comptent plus. »
Il a une propriété à Wissant dans le Pas-de-Calais[réf. nécessaire].

## Œuvres
Sur 144 œuvres qui lui sont attribuées, 99 sont des portraits et 27 œuvres sont à ce jour localisées[réf. nécessaire].
- Bar-le-Duc : Monument à Pierre et Ernest Michaux, 1894, bronze[5].
- Briançon, jardin Jean Rousson : Phaëton, 1888, statue en bronze[6].
- Douai :
  - bibliothèque Georges-Lefebvre : Abel Desjardins, buste en bronze[7].
  - jardin des plantes : Jeune fille à la chèvre, ou Esméralda, vers 1880, fonte et bronzure[8],[9].
  - musée de la Chartreuse : 
    - Germanicus, vers 1867, haut-relief en plâtre ;
    - L'Amérique du Sud, 1877, plâtre, modèle demi-grandeur d'une statue exécutée en fonte pour la cascade de l'ancien palais du Trocadéro en collaboration avec Aimé Millet[10] ;
    - Paul-Louis Courier, vers 1882, plâtre patiné, modèle original demi-grandeur d'une statue en pierre pour l'hôtel de ville de Paris, œuvre disparue ;
    - Monument à Dupleix, 1884, plâtre, projet non retenu pour le Monument à Dupleix de Landrecies[11] ;
    - Fronton du nouveau musée de Douai, 1885, haut-relief en plâtre ;
    - Abel Desjardins, 1886, buste en plâtre, œuvre disparue ;
    - Ferdinand Dutert, 1891, buste en plâtre ;
    - Colonel Guerin, 1893, buste en plâtre, œuvre disparue ;
    - Jules Breton, 1893, buste en plâtre patiné. La terre cuite est conservée à Arras[12] ;
    - Alfred Trannin, ancien député, 1893, buste en plâtre, œuvre disparue ;
    - Le Bateau de sauvetage, 1901, bas-relief en bronze[13] ;
    - Marceline Desbordes-Valmore, statuette en marbre[14] ;
    - M. Hanotte, adjoint de l'hôtel de ville de Douai, terre cuite, œuvre disparue ;
    - M. Cardon, buste en plâtre, œuvre disparue ;
    - Marsyas, haut-relief en plâtre.

  - square Jemappes : Monument à Marceline Desbordes-Valmore, 1896, statue en bronze, envoyée à la fonte sous le régime de Vichy, remplacée en 1957 par une statue en pierre par Albert Bouquillon[2],[15].
- Lille, bibliothèque Georges Lefebvre : Abel Desjardins, 1886, buste en bronze[16].
- Paris :
  - cimetière du Montparnasse :
    - Jules Breton, buste en bronze ;
    - Jules Breton et de sa femme Élodie de Vigne, 1908, bas-relief en bronze représentant les époux au moment de leur mariage en 1858.

  - musée d'Orsay : L'Amérique du Sud, 1877, fonte en fer, statue provenant de la cascade de l'ancien palais du Trocadéro réalisée en collaboration avec Aimé Millet à l'occasion de l'Exposition universelle de 1878.

Œuvres d'Édouard Houssin
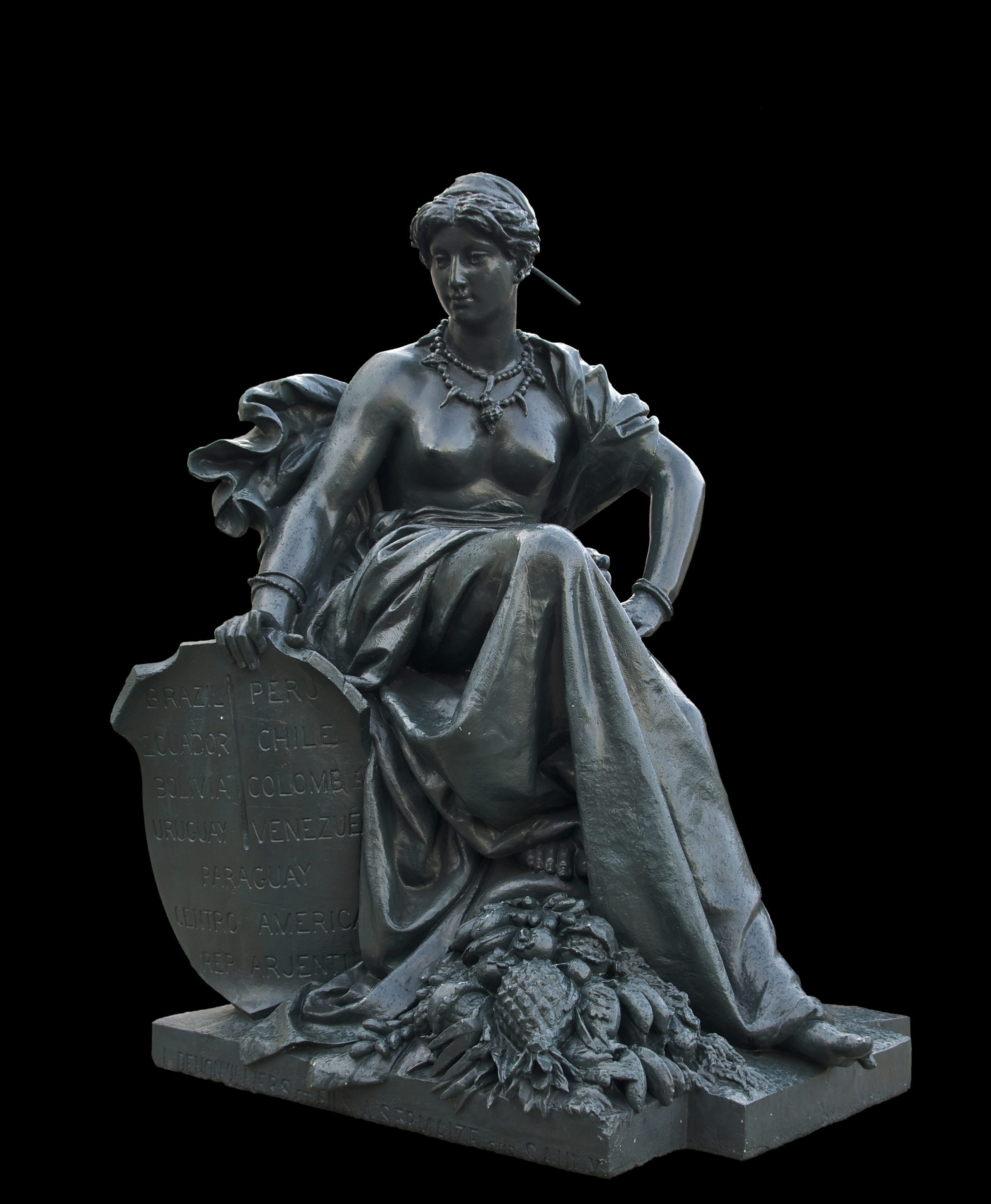
L'Amérique du Sud (1877), en collaboration avec Aimé Millet, Paris, musée d'Orsay.
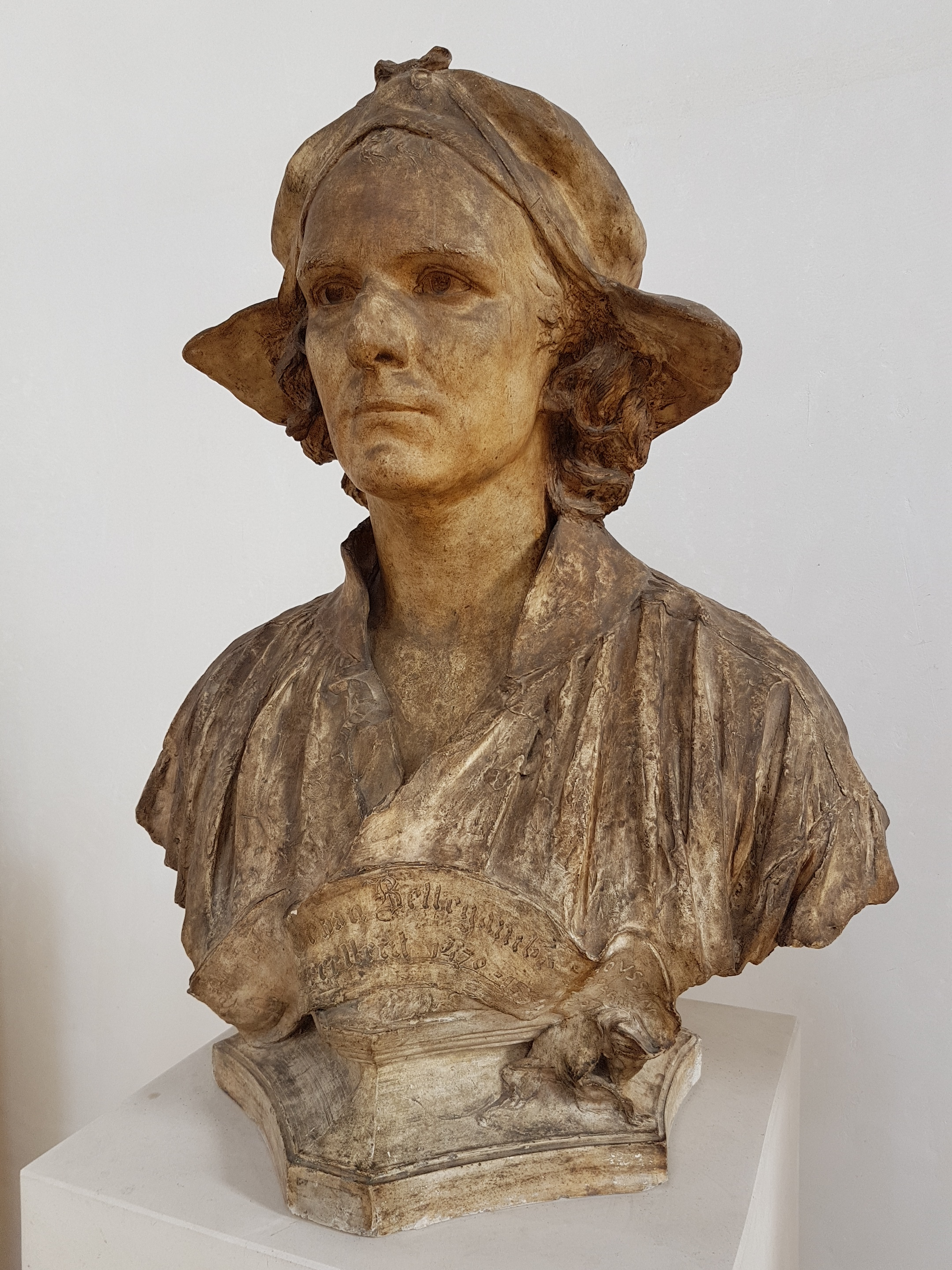
Jehan Bellegambe (1895), musée de la Chartreuse de Douai.
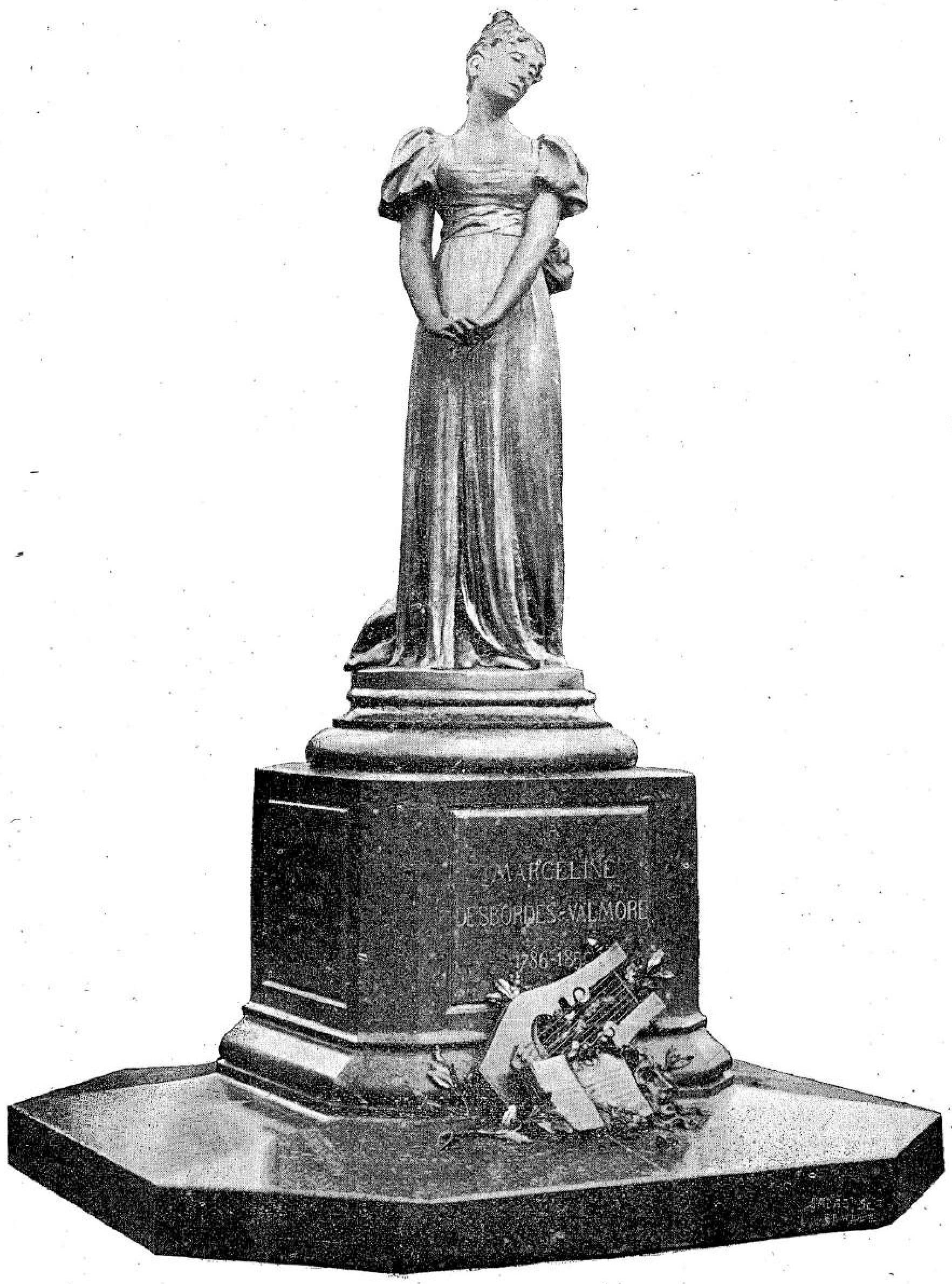
Monument à Marceline Desbordes-Valmore (1896), Douai, square Jemappes, œuvre disparue.

## Hommages
- Une place de Wissant (Pas-de-Calais) porte son nom.